# Ґенсін
Ґенсін (яп. 源信, げんしん; 942—6 липня 1017) — японський релігійний діяч, буддистський монах періоду Хей'ан, популяризатор Вчення Чистої Землі в Японії. Здобув широку відомість завдяки своїм інтелектуальним здібностям, особливо після успішної участі у великій дискусії на горі Хієй у 974 році.

## Короткі відомості
Ґенсін походив з роду ворожбитів Урабе, з провінції Ямато. Він навчався у монастирі Енрякудзі секти Тендай, найбільшому освітньому центрі тогочасної Японії. Куратором молодого ченця був Рьоґен, а місцем проживання — Павільнон Есін, в місцевості Йокава..
У 985 році Ґенсін склав «Збірник положень про переродження у Чистій землі», у якому виклав основи вчення амідаїзму. Цей твір завоював популярність не лише серед духовенства, але й японської мирської знаті. Ґенсін вважався «майстром пера», тому його роботи справили великий вплив на японську літературу і мистецтво. Окрім «Збірника» він видав «Правила однієї колісниці» (1006), «Збірник скорочених положень споглядаючого серця» (1013), «Скорочені записи Сутри Аміди» (1014), та інші твори.
Під впливом Вчення Чистої Землі Ґенсін проповідував, що людина має природу Будди, тому її серце, з усіма чеснотами та пороками, є серцем Будди. Відповідно, буддист повинен прагнути не досконалості, а людяності; займатися не стільки медитацією, а добрими ділами, що приносять користь людям.